# MTV Europe Music Awards 2012
Les MTV Europe Music Awards 2012 ont eu lieu le 11 novembre 2012 au Festhalle Frankfurt à Francfort.

## Apparitions
- Louise Roe,  Tim Kash, et  Sway Calloway — Les invités du tapis rouge
- Lana Del Rey — presente La Meilleure Artiste Féminine
- Kim Kardashian — presente La Meilleure Chanson
- Geordie Shore — presente Le Meilleur Artiste Masculin
- / Anne Vyalitsyna,  Brett Davern et  Isabeli Fontana — presente Le Meilleur Live
- Alicia Keys — presente Global Icon Award
- Jonas Brothers — presente Best Worldwide Act

## Awards internationaux
Les gagnants sont en gras.

### Meilleure chanson
- Carly Rae Jepsen — "Call Me Maybe"
- Fun. (featuring Janelle Monáe) — "We Are Young"
- / Gotye — "Somebody That I Used to Know"
- Pitbull (featuring Chris Brown) — "International Love"
- Rihanna (featuring Calvin Harris) — "We Found Love"

### Meilleur concert
- Green Day
- Jay-Z & Kanye West
- Lady Gaga
- Muse
- Taylor Swift

### Meilleur artiste pop
- Justin Bieber
- Katy Perry
- No Doubt
- Rihanna
- Taylor Swift

### Révélation 2012
- Carly Rae Jepsen
- Fun.
- Lana Del Rey
- / One Direction
- / Rita Ora

### Meilleure artiste féminine
- Katy Perry
- Nicki Minaj
- Pink
- Rihanna
- Taylor Swift

### Meilleur artiste masculin
- Flo Rida
- Jay-Z
- Justin Bieber
- Kanye West
- Pitbull

### Meilleur artiste Hip-Hop
- Drake
- Jay-Z & Kanye West
- Nas
- Nicki Minaj
- Rick Ross

### Meilleur artiste Rock
- Coldplay
- Green Day
- Linkin Park
- Muse
- The Killers

### Meilleur Clip
- Katy Perry — "Wide Awake"
- Lady Gaga — "Marry the Night"
- M.I.A. — "Bad Girls"
- PSY — "Gangnam Style"
- Rihanna (featuring Calvin Harris) — "We Found Love"

### Meilleur artiste alternatif
- Arctic Monkeys
- The Black Keys
- Florence and the Machine
- Jack White
- Lana Del Rey

### Meilleur concert World Stage
- Arcade Fire
- Arctic Monkeys
- B.o.B
- Evanescence
- Florence and the Machine
- Jason Derülo
- Joe Jonas
- Justin Bieber
- Kasabian
- Kesha
- LMFAO
- Maroon 5
- / Nelly Furtado
- Red Hot Chili Peppers
- Sean Paul
- Snoop Dogg
- Snow Patrol
- Taylor Swift

### Meilleur look
- ASAP Rocky
- Jack White
- Nicki Minaj
- Rihanna
- Taylor Swift

### Meilleur chanteur électronique
- Avicii
- Calvin Harris
- David Guetta
- Skrillex
- Swedish House Mafia

### Meilleur artiste MTV Push
- Carly Rae Jepsen
- Conor Maynard
- Foster the People
- Fun.
- / Gotye
- Lana Del Rey
- Mac Miller
- Michael Kiwanuka
- Of Monsters and Men
- Rebecca Ferguson
- / Rita Ora

### Meilleure fanbase
- Justin Bieber
- Katy Perry
- Lady Gaga
- / One Direction
- Rihanna

### Meilleur artiste international
- Ahmed Soultan
- Dima Bilan
- Rihanna
- Restart
- Han Geng

## Awards régionaux

### Meilleur artiste Royaume-Uni & Irlande
- Conor Maynard
- Ed Sheeran
- Jessie J
- / One Direction
- Rita Ora

### Meilleur artiste allemand
- Cro
- Kraftklub
- Seeed
- Tim Bendzko
- Udo Lindenberg

### Meilleur artiste belge
- dEUS
- Milow
- Netsky
- Selah Sue
- Triggerfinger

### Meilleur artiste danois
- Aura Dione
- L.O.C.
- Medina
- Nik & Jay
- Rasmus Seebach

### Meilleur artiste finlandais
- Cheek
- Chisu
- Elokuu
- PMMP
- Robin

### Meilleur artiste norvégien
- Donkeyboy
- Erik og Kriss
- Madcon
- Karpe diem
- Sirkus Eliassen

### Meilleur artiste suédois
- Avicii
- Laleh
- Loreen
- Panetoz

### Meilleur artiste italien
- Cesare Cremonini
- Club Dogo
- Giorgia
- Marracash

### Meilleur artiste néerlandais
- Afrojack
- The Partysquad
- Eva Simons
- Gers Pardoel
- Tiësto

### Meilleur artiste français
- Irma
- Orelsan
- Sexion d'Assaut
- Shaka Ponk
- Tal

### Meilleur artiste polonais
- Monika Brodka
- Iza Lach
- Mrozu
- Pezet
- The Stubs

### Meilleur artiste espagnol
- Corizonas
- Iván Ferreiro
- Love of Lesbian
- Supersubmarina
- The Zombie Kids

### Meilleur artiste russe
- Dima Bilan
- Kasta
- Nervy
- Serebro
- Zhanna Friske

### Meilleur artiste roumain
- CRBL
- Grasu XXL
- Guess Who
- Maximilian
- Vunk

### Meilleur artiste portugais
- Amor Electro
- Aurea
- Klepht
- Mónica Ferraz
- Os Azeitonas